# Made in Europe
Albums de Deep Purple
Come Taste the Band
(1975) Last Concert in Japan
(1977)
Made in Europe est un album live de Deep Purple. Il est sorti en octobre 1976 sur le label Purple Records et a été produit par le groupe et Martin Birch. Aux États-Unis, il parut sur le label Warner Bros Records.

## Historique
Il a été enregistré pendant la tournée de promotion européenne de l'album Stormbringer qui se termina le 7 avril 1975 à Paris. Les enregistrements s'étalent sur trois concerts, celui du 4 avril 1975 à la Eisstadion Graz-Liebenau de Graz en Autriche, celui du 5 avril à la Saarlandhalle de Sarrebruck en Allemagne et celui du 7 avril donné au Palais des Sports de Paris. Après le concert parisien, Ritchie Blackmore quitta Deep Purple pour aller fonder Rainbow avec Ronnie James Dio et les musiciens du groupe américain Elf. Les enregistrements furent effectués avec l'aide du Studio mobile Rolling Stones.
Les titres présents sur cet album proviennent des deux albums enregistrés par la version Mark.III du groupe, Burn et Stormbringer, tous deux parus en 1974. La chanson Mistreated inclut un extrait de Rock Me Baby un standard du blues américain, popularisé par B.B. King en 1964.
Cet album se classa à la 12e place des charts britanniques, à la 10e des charts allemands mais n'atteindra que la 148e place du Billboard 200 américain.

## Liste des titres
Face 1
| No | Titre                              | Auteur                                                  | Durée |
| -- | ---------------------------------- | ------------------------------------------------------- | ----- |
| 1. | Burn                               | Ritchie Blackmore, David Coverdale, Jon Lord, Ian Paice | 7:32  |
| 2. | Mistreated (incluant Rock Me Baby) | Blackmore, Coverdale                                    | 11:32 |
| 3. | Lady Double Dealer                 | Blackmore, Coverdale                                    | 4:15  |

Face 2
| No | Titre           | Auteur                            | Durée |
| -- | --------------- | --------------------------------- | ----- |
| 4. | You Fool No One | Blackmore, Coverdale, Lord, Paice | 16:42 |
| 5. | Stormbringer    | Blackmore, Coverdale              | 5:38  |

## Musiciens
- Ritchie Blackmore : guitare
- David Coverdale : chant
- Glenn Hughes : basse, chant
- Jon Lord : claviers
- Ian Paice : batterie, percussions

## Charts
| Pays             | Durée du classement | Meilleur classement |
| ---------------- | ------------------- | ------------------- |
| Allemagne        | 6 semaines          | 10e                 |
| États-Unis       | 6 semaines          | 148e                |
| Italie           | -                   | 12e                 |
| Nouvelle-Zélande | 1 semaine           | 32 e                |
| Royaume-Uni      | 6 semaines          | 12e                 |
| Suède            | 4 semaines          | 25e                 |